# Nombre d'acceleració
El nombre d'acceleració {\displaystyle (Ac)} és un nombre adimensional que s'utilitza en la mecànica de fluids per caracteritzar els fluids accelerats ràpidament.
Es defineix de la manera següent:
{\displaystyle Ac={\frac {E^{3}}{\rho \;g^{2}\;\mu ^{2}}}}
on :
- E = mòdul d'elasticitat
- ρ = concentració en massa
- g = acceleració gravitacional
- μ = viscositat dinàmica.